# Lijst van hoogste gebouwen van Oceanië

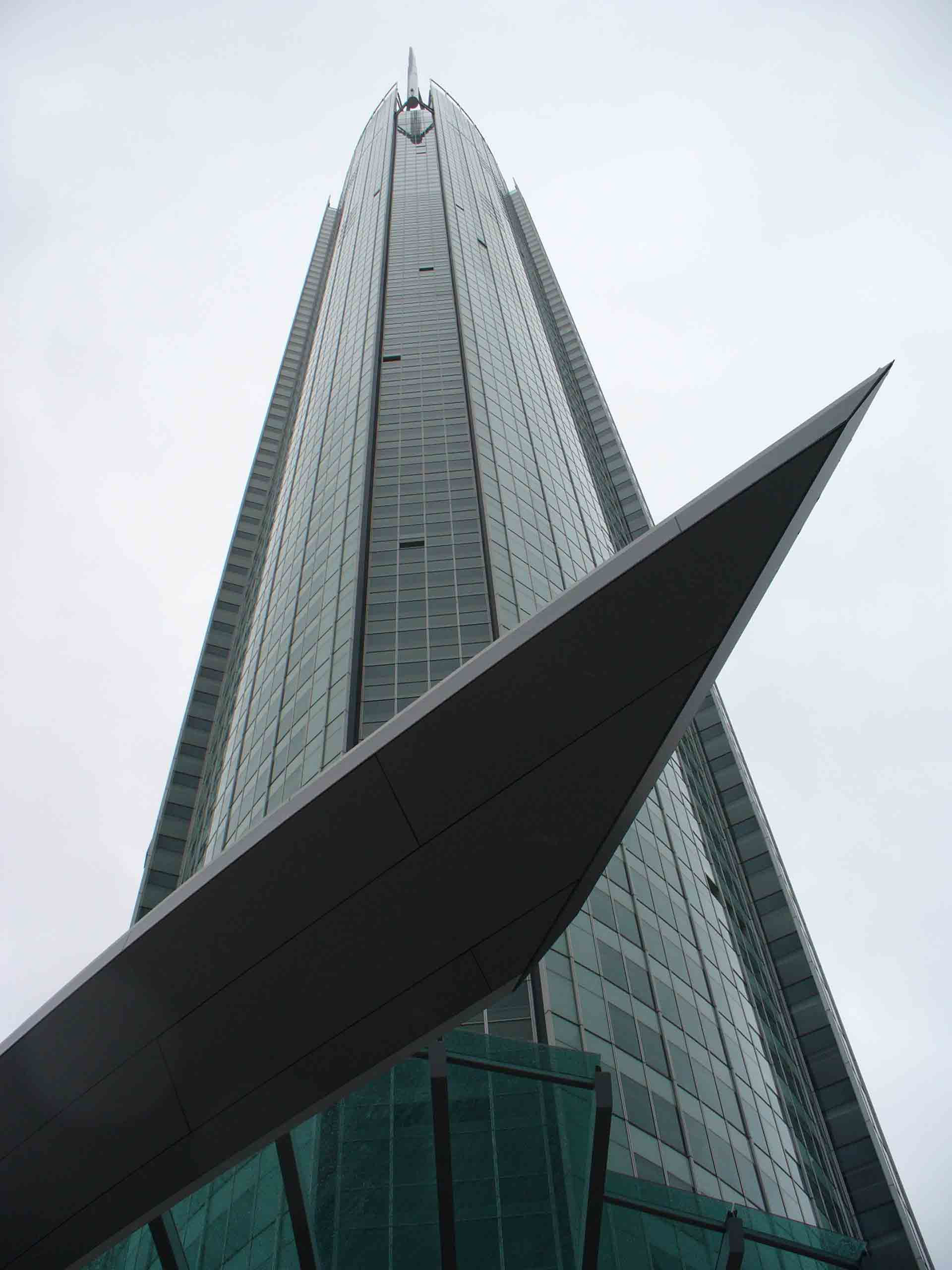
Q1 gebouw

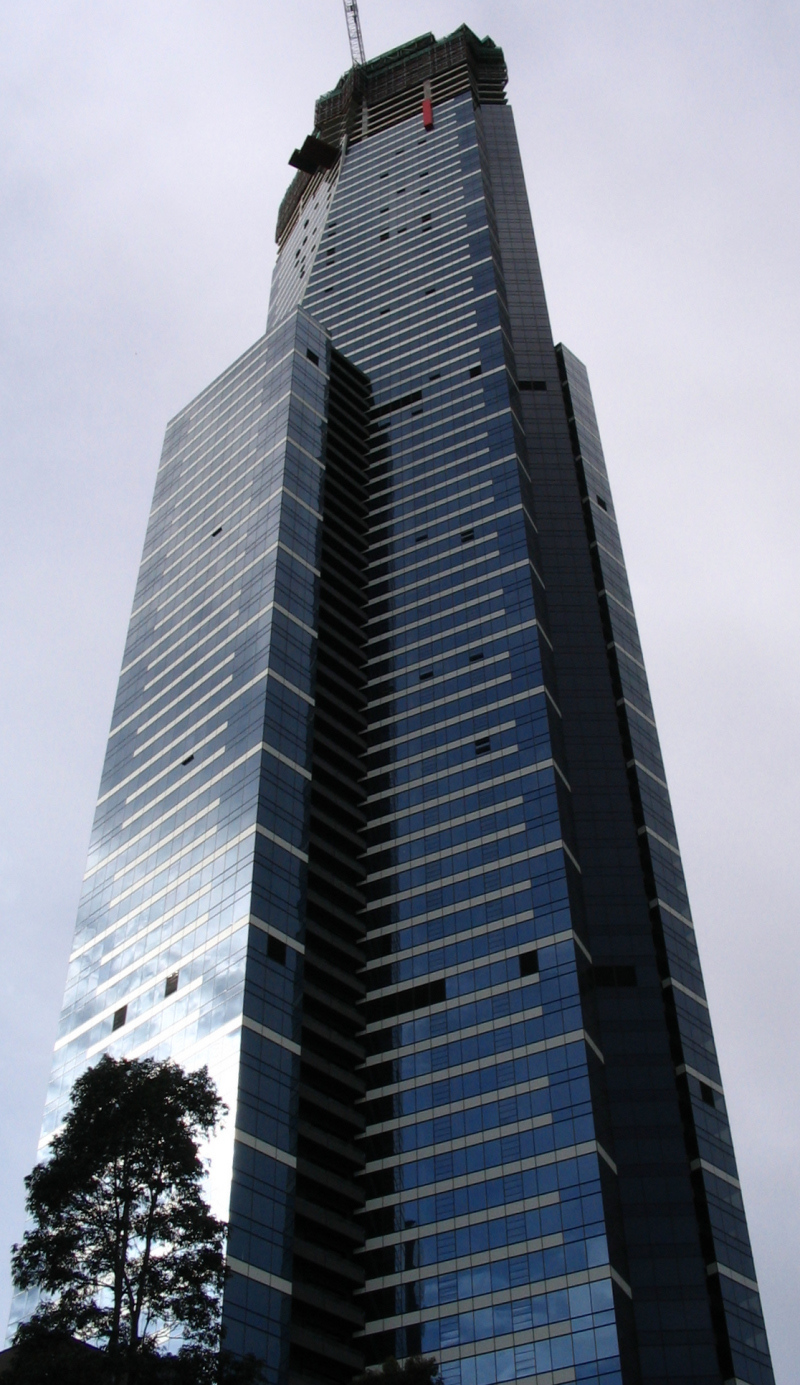
Eureka Tower

Op deze lijst zijn de 20 hoogste gebouwen van het werelddeel Oceanië weergegeven. Televisiemasten en antennes op gebouwen zijn, zoals gebruikelijk, niet meegerekend. Het continent Australië is een deel van het werelddeel Oceanië. 
| Plaats | Gebouw                          | Stad       | Hoogte | Verdiepingen | Jaargang |
| ------ | ------------------------------- | ---------- | ------ | ------------ | -------- |
| 1      | Q1 Tower                        | Gold Coast | 323 m  | 78           | 2005     |
| 2      | Eureka Tower                    | Melbourne  | 297 m  | 91           | 2006     |
| 3      | 120 Collins Street              | Melbourne  | 265 m  | 52           | 1991     |
| 4      | 101 Collins Street              | Melbourne  | 260 m  | 57           | 1991     |
| 5      | Rialto Towers                   | Melbourne  | 251 m  | 63           | 1986     |
| 6      | Central Park                    | Perth      | 249 m  | 52           | 1992     |
| 7      | Chifley Tower                   | Sydney     | 244 m  | 50           | 1992     |
| 8      | Citigroup Centre                | Sydney     | 243 m  | 50           | 2000     |
| 9      | Deutsche Bank Place             | Sydney     | 240 m  | 39           | 2005     |
| 10     | World Tower                     | Sydney     | 230 m  | 73           | 2004     |
| 11     | MLC Centre                      | Sydney     | 228 m  | 60           | 1977     |
| 12     | Governor Phillip Tower          | Sydney     | 227 m  | 54           | 1993     |
| 13     | Bourke Plac                     | Melbourne  | 224 m  | 51           | 1991     |
| 14     | Ernst & Young Tower at Latitude | Sydney     | 222 m  | 45           | 2004     |
| 15     | Aurora Place                    | Sydney     | 219 m  | 41           | 2000     |
| 16     | Telstra Corporate Building      | Melbourne  | 218 m  | 47           | 1992     |
| 17     | BankWest Tower                  | Perth      | 214 m  | 48           | 1988     |
| 18     | Melbourne Central Office Tower  | Melbourne  | 211 m  | 53           | 1991     |
| 19     | Aurora                          | Brisbane   | 207 m  | 69           | 2006     |
| 20     | Freshwater Place                | Melbourne  | 205 m  | 63           | 2005     |
| 21     | Riparian Plaza                  | Brisbane   | 200 m  | 53           | 2005     |
| 22     | One One One Eagle Street        | Brisbane   | 195 m  | 53           | 2005     |
| 23     | Hilton Surfers Hotel            | Gold Coast | 194 m  | 57           | 2011     |
| 24     | AMP Centre                      | Sydney     | 188 m  | 45           | 1976     |
| 25     | Suncorp Place                   | Sydney     | 186 m  | 48           | 1982     |
| 26     | Sofitel Hotel - Collins Place   | Melbourne  | 185 m  | 50           | 1981     |
| 27     | Vero Centre                     | Auckland   | 172 m  | 38           | 2000     |

## Lijsten
- Lijsten van hoge gebouwen